# Jan Felicki
Jan Felicki (ur. 13 sierpnia 1927 w Radzyminie) – polski naukowiec zajmujący się elektryką i energetyką, profesor Politechniki Warszawskiej, działacz komunistyczny, wiceminister energetyki i energii atomowej w rządzie Piotra Jaroszewicza.

## Życiorys

### Wykształcenie i działalność naukowa
Urodził się w rodzinie nauczycielskiej. Szkołę powszechną ukończył w 1939. Szkołę średnią (mała matura) ukończył w 1944 w Warszawie (Gimnazjum Księży Marianów na Bielanach). Maturę zdał we Włocławku w 1946. Okres okupacji przeżył w Warszawie. Od początku 1943 był w Armii Krajowej. W czasie powstania warszawskiego przebywał w Puszczy Kampinoskiej.
Studia na Wydziale Elektrycznym Politechniki Warszawskiej ukończył w 1952. W roku akademickim 1951/52 został adiunktem na nowo powstałym Wydziale Łączności Politechniki Warszawskiej. W roku akademickim 1952/53 rozpoczął pracę w Katedrze Techniki Łączenia. W 1961 obronił pracę doktorską Wpływ zakłóceń transmisyjnych na cyfrowe sygnały telemechaniki (promotorem był profesor Stanisław Kuhn). W latach 1963-1965 pracował w Sekretariacie Rady Wzajemnej Pomocy Gospodarczej w Moskwie, gdzie zajmował się koordynacją działalności badawczej i rozwojowej w krajach członkowskich. W lutym 1968 został dyrektorem Instytutu Tele- i Radio-technicznego, działającego w Ministerstwie Przemysłu Maszynowego.
Przez cały okres zatrudnienia poza Politechniką Warszawską (z wyjątkiem dwóch lat pobytu w Moskwie) prowadził zajęcia dydaktyczne. Był zatrudniony na pół etatu, początkowo jako docent kontraktowy, a następnie, od roku 1975, jako profesor kontraktowy w Instytucie Automatyki Wydziału Elektroniki i Technik Informacyjnych Politechniki Warszawskiej. Następnie przeszedł na emeryturę.
Od 1950 należy do Stowarzyszenia Elektryków Polskich. W końcu lat 60. rozpoczął aktywną działalność w tym Stowarzyszeniu. W SEP pełnił następujące funkcje: członka Zarządu Głównego SEP, wiceprezesa SEP (przez blisko 10 lat), przewodniczącego Centralnej Komisji Organizacyjnej, członka Centralnej Komisji Odznaczeń i Wyróżnień, członka Zarządu Oddziału EIT w Warszawie oraz przewodniczącego Centralnej Komisji Historycznej (1998-2002). Obecnie jest przewodniczącym Centralnej Komisji Odznaczeń i Wyróżnień (CKOW) SEP.

### Działalność polityczna
W latach 1947–1948 należał do Związku Niezależnej Młodzieży Socjalistycznej, następnie do Związku Akademickiego Młodzieży Polskiej, a od 1951 do 1952 do Związku Młodzieży Polskiej. W 1954 został przyjęty w szeregi Polskiej Zjednoczonej Partii Robotniczej. Od 1954 do 1955 wchodził w skład egzekutywy oddziałowej organizacji partyjnej przy Wydziale Łączności Politechniki Warszawskiej, a od 1955 do 1957 był sekretarzem tej OOP. W 1957 został członkiem Komitetu Dzielnicowego PZPR Warszawa Śródmieście. Od 1957 do 1959 był członkiem Komitetu Zakładowego na PW, a następnie członkiem jego egzekutywy. Od 1961 do 1963 pełnił funkcję I sekretarza Komitetu Uczelnianego PZPR. Od 1963 do 1965 wchodził w skład egzekutywy OOP PZPR przy sekretariacie RWPG w Moskwie. W końcu lat 60. i w latach 70. był przez wiele kadencji członkiem Komitetu Warszawskiego PZPR. Przewodniczył tam komisjom zajmującym się problematyką postępu technicznego, nauki i szkolnictwa wyższego.
W latach 1969-1973 pełnił funkcję zastępcy pełnomocnika rządu ds. wykorzystania energii jądrowej. Od 1973 do 1976 był prezesem Urzędu Energii Atomowej. Od 1976 do 1979 sprawował urząd podsekretarza stanu w Ministerstwie Energetyki i Energii Atomowej. W 1987 przestał być członkiem PZPR.